# عامر حسني لطفي
عامر حسني لطفي (مواليد 1956 في حمص)، وزير الاقتصاد والتجارة الأسبق ورئيس هيئة التخطيط والتعاون الدولي الأسبق في سوريا. شغل منصب وزير الاقتصاد والتجارة بين عامي 2004 و 2010. , وشغل منصب رئيس هيئة التخطيط والتعاون الدولي بين عامي 2011 و2013.
حصل لطفي على شهادة الدكتوراه في التحليل الاقتصادي من جامعة بروكسل الحرة ببلجيكا.